# Chenjin (sockenhuvudort i Kina, Ningxia Huizu Zizhiqu, lat 35,57, long 106,15)
Chenjin är en sockenhuvudort i Kina. Den ligger i den autonoma regionen Ningxia, i den nordvästra delen av landet, omkring 320 kilometer söder om regionhuvudstaden Yinchuan. Antalet invånare är 5 634. Befolkningen består av 2 754 kvinnor och 2 880 män. Barn under 15 år utgör 20,0 %, vuxna 15-64 år 71 %, och äldre över 65 år 7,0 %.
Runt Chenjin är det ganska tätbefolkat, med 96 invånare per kvadratkilometer. Närmaste större samhälle är Longde Chengguanzhen, 5,9 km nordväst om Chenjin. Trakten runt Chenjin består i huvudsak av gräsmarker.
Genomsnittlig årsnederbörd är 684 millimeter. Den regnigaste månaden är september, med i genomsnitt 148 mm nederbörd, och den torraste är december, med 1 mm nederbörd.